# Flight of Black Angel

Flight of Black Angel est un téléfilm américain réalisé par Jonathan Mostow, sorti en 1991.

## Synopsis
Le capitaine Edward « Eddie » Gordon, un pilote de chasse modèle de l'US Air Force est persuadé d'être « l'élu », un ange vengeur envoyé par Dieu pour accomplir une mission.
Après avoir assassiné toute sa famille et ses coéquipiers, il prend la fuite avec une arme atomique à bord de son avion.
Le lieutenant-colonel Matthew Ryan, son ancien instructeur, se lance à sa poursuite.

## Fiche technique
- Titre original : Flight of Black Angel
- Réalisation : Jonathan Mostow
- Scénario : Henry Dominic, Jonathan Mostow
- Production : Kevin M. Kallberg, Oliver G. Hess
- Musique : Rick Marvin
- Photographie : Lee Redmond
- Société de production : Hess Kallberg
- Pays d’origine : États-Unis
- Langue : anglais
- Genre: thriller, action
- Durée : 95 min
- Date de sortie : 23 février 1991 (États-Unis)

## Distribution
- Capitaine Edward "Eddie" Gordon / Black Angel : William O'Leary
- Lieutenant Colonel Matthew Ryan / Ringleader : Peter Strauss
- Colonel Bill Douglas : James O'Sullivan
- Mme. Gordon : K Callan
- Valerie Dwyer : Michel Pawk
- Richard Dwyer : Michael Keys Hall
- M. Gordon : Ben Rawnsley
- Dragonfly : Marcus Chong
- Bulldog : Jerry Bossard
- Cougar : Clinton Archambault
- Capitaine Melissa Gaiter : Patricia Sill
- Falcon One : Michael Gregory
- Bobby Gordon : Rodney Eastman